# بوب هونان
بوب هونان (بالإنجليزية: Bob Honan)‏ هو لاعب اتحاد الرغبي أسترالي، ولد في 24 يناير 1944 في بريزبان في أستراليا.

## وصلات خارجية
- بوب هونان عل موقع إسبنسكروم (الإنجليزية)